# Agnes von Rom

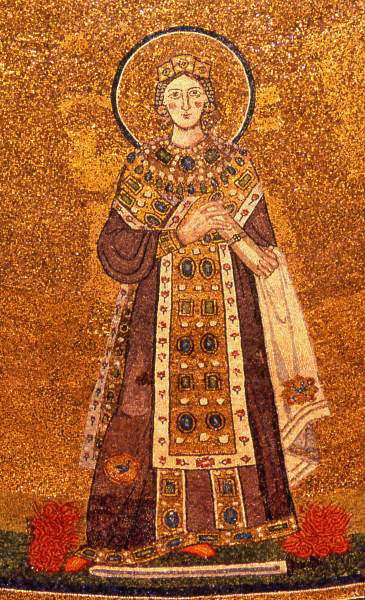
Heilige Agnes, Mosaik in der Basilika Sant’Agnese fuori le mura in Rom

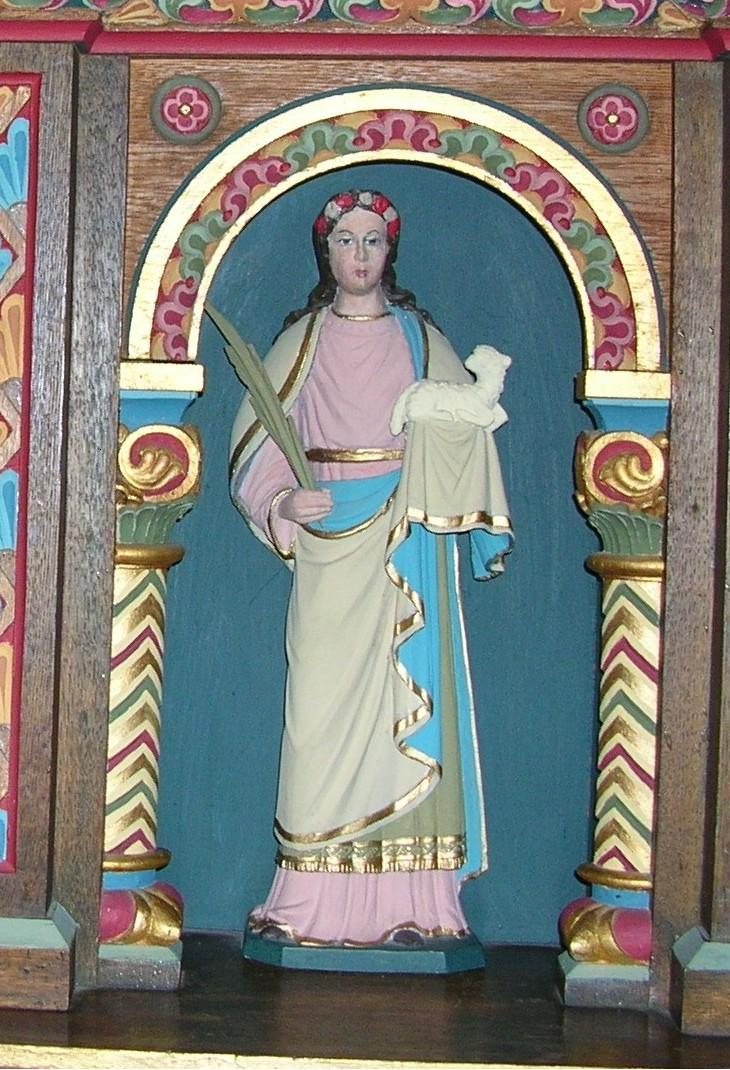
Hl. Agnes mit Lamm und Märtyrerpalme (Bolzum, St. Josef)

Agnes von Rom (* um 237; † ca. 250 in Rom) wird in verschiedenen Konfessionen als Märtyrin, geweihte Jungfrau und Heilige verehrt. Im Spanischen lautet ihr Name Santa Inés.

## Leben
Die heilige Agnes stammte aus einer römischen Adelsfamilie. Als der Sohn des Präfekten von Rom die zwölfjährige Agnes zur Frau nehmen wollte, bekannte sie, dass sie ihn nicht heiraten könne, weil sie bereits verlobt sei. Auf mehrfache Nachfrage antwortete sie, ihr Verlobter sei Jesus Christus und sie habe sich ihm zur Ehelosigkeit verpflichtet. Daraufhin ließ man Agnes vor Gericht stellen, wo selbst der Richter sie durch Bitten und Drohungen nicht von ihrem Gelübde abbringen konnte.

### Hinrichtung
Da das römische Recht die Hinrichtung von Jungfrauen verbot, befahl man, Agnes vollständig zu entkleiden und anschließend zu vergewaltigen. Die Legenda aurea berichtet, dass daraufhin auf wundersame Weise ihr Haupthaar ihren gesamten Körper bedeckte und der ganze Platz in weißem Licht erstrahlt sei. Bei dem Versuch, sie zu vergewaltigen, wurde der Sohn des Präfekten von einem bösen Geist erwürgt und starb. Agnes habe ihn aber durch ihr Gebet ins Leben zurückgerufen, worauf sie als Zauberin oder Hexe bezeichnet wurde. Der Präfekt selbst wagte nicht, einen Rechtsspruch zu fällen, sondern verließ das Land und überließ sie einem anderen Richter. Als man Agnes daraufhin auf dem Scheiterhaufen verbrennen wollte, sei selbst das Feuer vor ihr zurückgewichen.

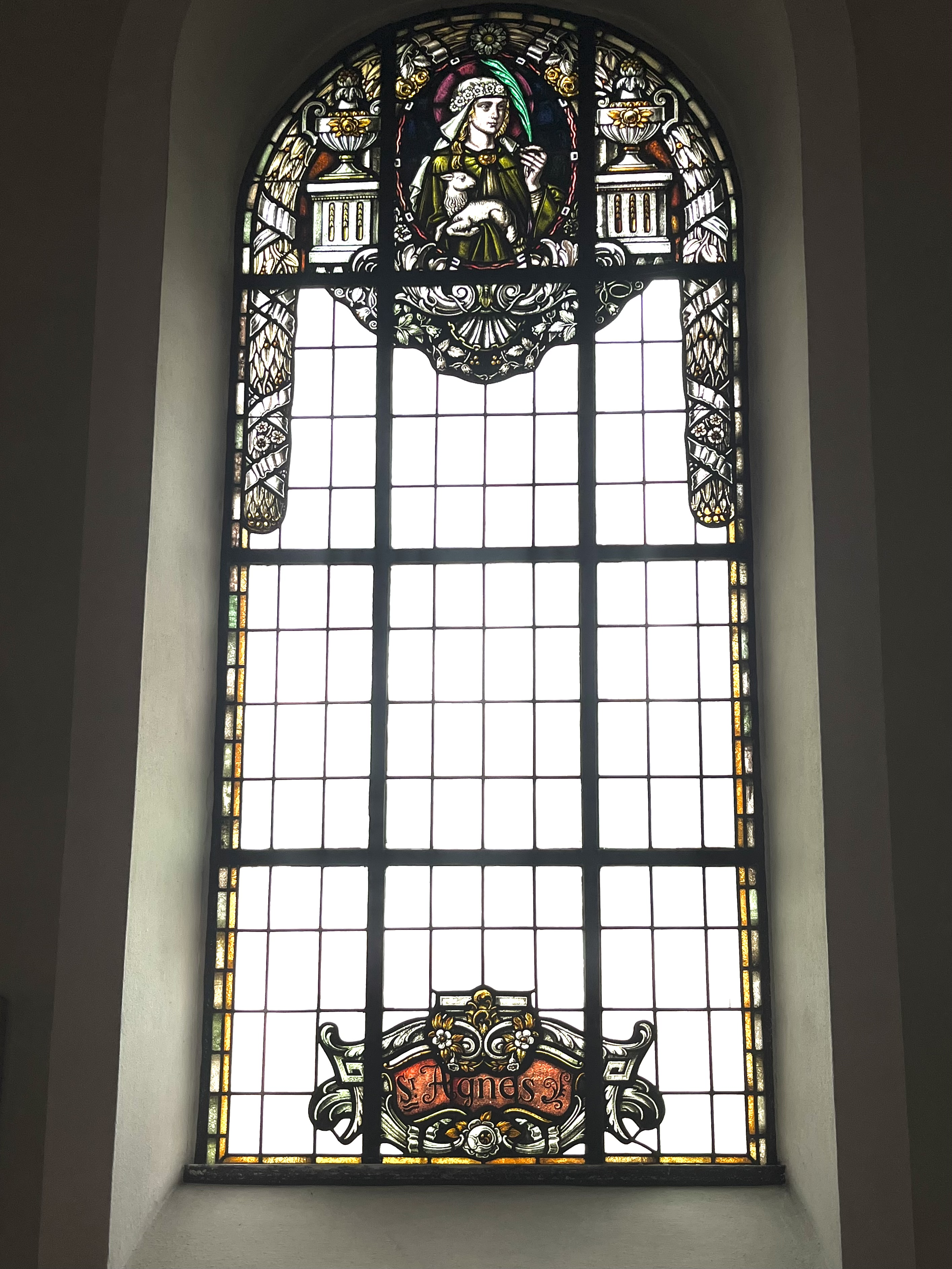
Darstellung der heiligen Agnes mit Lamm auf einem Kirchenfenster der St.-Laurentius-Kirche in Rümmelsheim

Schließlich wurde die 13-Jährige (oder 12-Jährige) von einem römischen Soldaten mit dem Schwert enthauptet. Sie starb so auf dieselbe Weise, wie man damals Lämmer schlachtete. Daher wird die heilige Agnes in Brauchtum und Ikonografie oft in Verbindung mit einem Lamm (lateinisch agnus), manchmal auch mit dem Schwert dargestellt. Andere Abbildungen zeigen sie mit langen Haaren, die ihren Körper einhüllen, oder während der versuchten Verbrennung auf dem Scheiterhaufen.
Als Ort des Martyriums vermutete man den Circus Agonalis, das Stadion von Kaiser Domitian. Deshalb baute man über dieser Stelle im Auftrag von Papst Innozenz X. zwischen 1652 und 1672 die Basilika Sant’Agnese in Agone an der Piazza Navona.

### Historizität
Sichere historische Berichte über Agnes gibt es nicht. Ebenso ist auch ihr Name wohl unbekannt und Agnes (deutsch die Reine) ist eher als eine Wesensbeschreibung anzusehen. Als Todeszeitpunkt – davon ausgehend auch der Rückschluss auf ihr Geburtsjahr – kommt sowohl die Christenverfolgung unter Kaiser Valerian als auch die diokletianische Christenverfolgung in Betracht.

## Verehrung

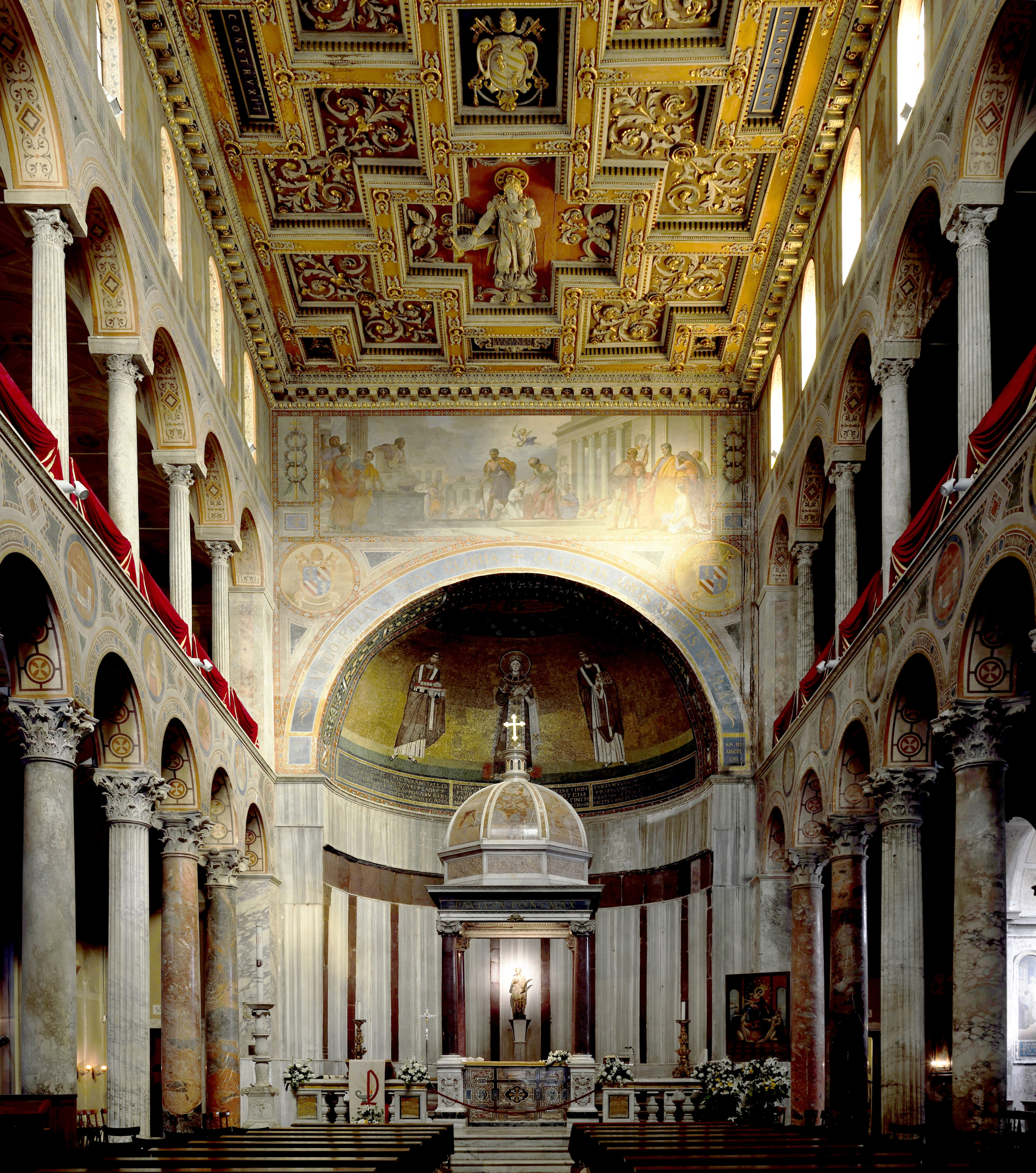
Innenansicht der Kirche Sant’Agnese fuori le mura

Die Reliquien der heiligen Agnes befinden sich in der Kirche Sant’Agnese fuori le mura (Sankt Agnes vor den Mauern) an der Via Nomentana in Rom. Sie erfuhr im 4. Jahrhundert in Rom große Verehrung. Der Historiker V. L. Kennedy stellte eine Sammlung aller historischen Quellen aus dem 4. bis 7. Jh. zusammen, in denen die heilige Agnes erwähnt wird. Er arbeitete heraus, dass die Heilige in nahezu allen liturgischen Dokumenten dieser Zeitperiode erwähnt wird. Die einzige Ausnahme bildet das Sacramentarium Leonianum. Dies könnte allerdings darauf zurückzuführen sein, dass die Monate Januar bis März in diesem Dokument nicht mehr erhalten sind.
Kennedy schloss, dass der heiligen Agnes in Rom die größte Verehrung zuteilwurde, die dort jemals einer weiblichen Heiligen entgegengebracht wurde.
Neben schriftlichen Quellen zeugen auch archäologische Funde von der frühen Verehrung der heiligen Agnes im frühen Christentum. Besonders auf Goldgläsern, die in den meisten Fällen in römischen Katakomben entdeckt wurden, ist die Heilige dargestellt. Ein Fresko in der Commodilla-Katakombe in Rom zeigt Agnes mit einem Nimbus. Dieses Fresko lässt sich relativ sicher ins 4. Jh. datieren und macht Agnes zur ersten Märtyrerheiligen überhaupt, die mit einem Nimbus dargestellt wurde. Agnes wird bereits sehr früh mit einer auffallenden Frisur, einer aufwändigen Gewandung und in einigen Fällen mit einem Lamm dargestellt. Dies macht sie zur ersten bekannten Märtyrerheiligen mit einer nachweisbaren ikonographischen Tradition.
Auch von Constantina, der Tochter des Kaisers Konstantin, wurde der heiligen Agnes große Verehrung entgegengebracht, weil sie ihr die Genesung von einer Krankheit zuschrieb. Daher ließ sie über der Katakombe, in der die Heilige begraben lag, eine als Friedhof genutzte Umgangsbasilika errichten, deren Ruinen bis heute noch erhalten sind und baute direkt daneben ihr eigenes Mausoleum Santa Costanza. Nachdem die 98 m lange Begräbnisbasilika jedoch verfallen war, ließ Papst Honorius 625 bis 630 stattdessen unmittelbar neben ihr die heutige halb in die Erde eingelassene Basilika direkt über dem Grab der Heiligen errichten.
Das genaue Todesjahr der heiligen Agnes ist unbekannt.
Der Gedenktag der Heiligen ist in der römisch-katholischen, der orthodoxen, der anglikanischen und der amerikanischen lutherischen Kirche der 21. Januar. Die früheste Erwähnung eines Festes, dass zu Ehren der heiligen Agnes an diesem Tag ausgerichtet wurde, stammt bereits aus der Mitte des 4. Jh. Zudem wird im Martyrologium Hieronymianum die Feier des Oktavtages der heiligen Agnes für den 28. Januar verzeichnet.
In der katholischen Kirche wird die heilige Agnes als Schutzpatronin der Jungfrauen und der jungen Mädchen, der Verlobten und der Keuschheit angerufen. Die Heilige ist eine von mehreren Jungfrauen und Märtyrinnen, deren Namen im ersten Hochgebet genannt werden. Aus den Schriften des Kirchenvaters Ambrosius († 397) geht die große Verehrung und Wertschätzung hervor, welche die Heilige bereits zu seinen Lebzeiten genoss. In seinen Aufzeichnungen betont er besonders die Schönheit und Glaubenssicherheit des Mädchens.
Am Gedenktag der heiligen Agnes segnet der Papst die Agneslämmer. Mit der Wolle dieser Lämmer werden die Pallien hergestellt, die am Hochfest Peter und Paul den im vergangenen Jahr ernannten Metropoliten überreicht werden. Dem Brauchtum zufolge sollen ab Sankt Agnes keine Neujahrswünsche mehr versendet werden.
Die Kirche St. Agnes in Köln ist der Heiligen geweiht und beeinflusste die Benennung des Kölner Agnesviertels.

## Bauernregeln
Für den Gedenktag der Heiligen gelten zahlreiche Bauernregeln (Wetterregeln):
- Wenn Agnes und Vincentus (→ 22. Januar) kommen, wird neuer Saft im Baum vernommen.
- Die Agnessonne hat weder Kraft noch Wonne.
- Sonnenschein am Agnestag, die Frucht wurmstichig werden mag.
- Scheint zu Agnes die Sonne, wird später die Ernte zur Wonne.
- Ziehen Wolken am Agnestag über den Grund, bleibt die Ernte stets gesund.